# Mistrzostwa Świata w Narciarstwie Dowolnym 1999
Mistrzostwa świata w narciarstwie dowolnym 1999 były to siódme mistrzostwa świata w narciarstwie dowolnym. Odbyły się w szwajcarskich miejscowościach Meiringen i Hasliberg, w dniach 10 – 14 marca 1999 r. Zarówno mężczyźni jak i kobiety rywalizowali w tych samych czterech konkurencjach: jeździe po muldach, jeździe po muldach podwójnych, skokach akrobatycznych oraz balecie narciarskim. Były to pierwsze mistrzostwa, na których rozegrano zawody w jeździe po muldach podwójnych. Reprezentanci Polski nie startowali.

## Wyniki

### Mężczyźni

#### Jazda po muldach
- Data: 10 marca 1999

| Medal | Zawodnik        | Narodowość        |
| ----- | --------------- | ----------------- |
|       | Janne Lahtela   | Finlandia         |
|       | Lauri Lassila   | Finlandia         |
|       | Sami Mustonen   | Finlandia         |
| 4     | Stéphane Rochon | Kanada            |
| 5     | Thony Hemery    | Francja           |
| 6     | Caleb Martin    | Stany Zjednoczone |
| 7     | Alex Wilson     | Stany Zjednoczone |
| 8     | Johann Grégoire | Francja           |

#### Jazda po muldach podwójnych
- Data: 14 marca 1999

| Medal | Zawodnik          | Narodowość |
| ----- | ----------------- | ---------- |
|       | Johann Grégoire   | Francja    |
|       | Janne Lahtela     | Finlandia  |
|       | Lauri Lassila     | Finlandia  |
| 4     | Stéphane Rochon   | Kanada     |
| 5     | Dominick Gauthier | Kanada     |
| 6     | Yūgo Tsukita      | Japonia    |
| 7     | Richard Gay       | Francja    |
| 8     | Jean-Luc Brassard | Kanada     |

#### Skoki akrobatyczne
- Data: 13 marca 1999

| Medal | Zawodnik             | Narodowość        |
| ----- | -------------------- | ----------------- |
|       | Eric Bergoust        | Stany Zjednoczone |
|       | Christian Rijavec    | Austria           |
|       | Joe Pack             | Stany Zjednoczone |
| 4     | Wasil Warabjou       | Białoruś          |
| 5     | Aleš Valenta         | Czechy            |
| 6     | David Belhumeur      | Kanada            |
| 7     | Nicolas Fontaine     | Kanada            |
| 8     | Dzmitryj Daszczynski | Białoruś          |

#### Balet narciarski
- Data: 11 marca 1999

| Medal | Zawodnik          | Narodowość        |
| ----- | ----------------- | ----------------- |
|       | Ian Edmondson     | Stany Zjednoczone |
|       | Mike McDonald     | Kanada            |
|       | Heini Baumgartner | Szwajcaria        |
| 4     | Konrad Hilpert    | Szwajcaria        |
| 5     | Steve Saulnier    | Stany Zjednoczone |
| 6     | Mark Pigott       | Australia         |
| 7     | Antti Inberg      | Finlandia         |
| 8     | Steven Roxberg    | Stany Zjednoczone |

### Kobiety

#### Jazda po muldach
- Data: 10 marca 1999

| Medal | Zawodnik            | Narodowość        |
| ----- | ------------------- | ----------------- |
|       | Ann Battelle        | Stany Zjednoczone |
|       | Kari Traa           | Norwegia          |
|       | Corinne Bodmer      | Szwajcaria        |
| 4     | Marja Elfman        | Szwecja           |
| 5     | Sandra Schmitt      | Niemcy            |
| 6     | Tatjana Mittermayer | Niemcy            |
| 7     | Anja Bolbjerg       | Dania             |
| 8     | Sara Kjellin        | Szwecja           |

#### Jazda po muldach podwójnych
- Data: 14 marca 1999

| Medal | Zawodnik       | Narodowość        |
| ----- | -------------- | ----------------- |
|       | Sandra Schmitt | Niemcy            |
|       | Kari Traa      | Norwegia          |
|       | Ann Battelle   | Stany Zjednoczone |
| 4     | Aiko Uemura    | Japonia           |
| 5     | Maria Despas   | Australia         |
| 6     | Tami Bradley   | Kanada            |
| 7     | Shannon Bahrke | Stany Zjednoczone |
| 8     | Marja Elfman   | Szwecja           |

#### Skoki akrobatyczne
- Data: 13 marca 1999

| Medal | Zawodnik          | Narodowość        |
| ----- | ----------------- | ----------------- |
|       | Jacqui Cooper     | Australia         |
|       | Hilde Synnøve Lid | Norwegia          |
|       | Nikki Stone       | Stany Zjednoczone |
| 4     | Veronica Brenner  | Kanada            |
| 5     | Julija Klukowa    | Ukraina           |
| 6     | Veronika Bauer    | Kanada            |
| 7     | Alisa Camplin     | Australia         |
| 8     | Xu Nannan         | Chiny             |

#### Balet narciarski
- Data: 11 marca 1999

| Medal | Zawodnik           | Narodowość        |
| ----- | ------------------ | ----------------- |
|       | Natalja Razumowska | Rosja             |
|       | Oksana Kuszczenko  | Rosja             |
|       | Annika Johansson   | Szwecja           |
| 4     | Yukako Tanaka      | Japonia           |
| 5     | Lara Rosenbaum     | Stany Zjednoczone |
| 6     | Raquel Gutiérrez   | Hiszpania         |
| 7     | Zuzana Smerčiaková | Słowacja          |
| 8     | Jelena Batałowa    | Rosja             |

## Klasyfikacja medalowa
| Miejsce | Państwo           |   |   |   | Razem |
| ------- | ----------------- | - | - | - | ----- |
| 1.      | Stany Zjednoczone | 3 | 0 | 3 | 6     |
| 2.      | Finlandia         | 1 | 2 | 2 | 5     |
| 3.      | Rosja             | 1 | 1 | 0 | 2     |
| 4.      | Australia         | 1 | 0 | 0 | 1     |
|         | Francja           | 1 | 0 | 0 | 1     |
|         | Niemcy            | 1 | 0 | 0 | 1     |
| 7.      | Norwegia          | 0 | 3 | 0 | 3     |
| 8.      | Austria           | 0 | 1 | 0 | 1     |
|         | Kanada            | 0 | 1 | 0 | 1     |
| 10.     | Szwajcaria        | 0 | 0 | 2 | 2     |
| 11.     | Szwecja           | 0 | 0 | 1 | 1     |